# Eduardo Paes

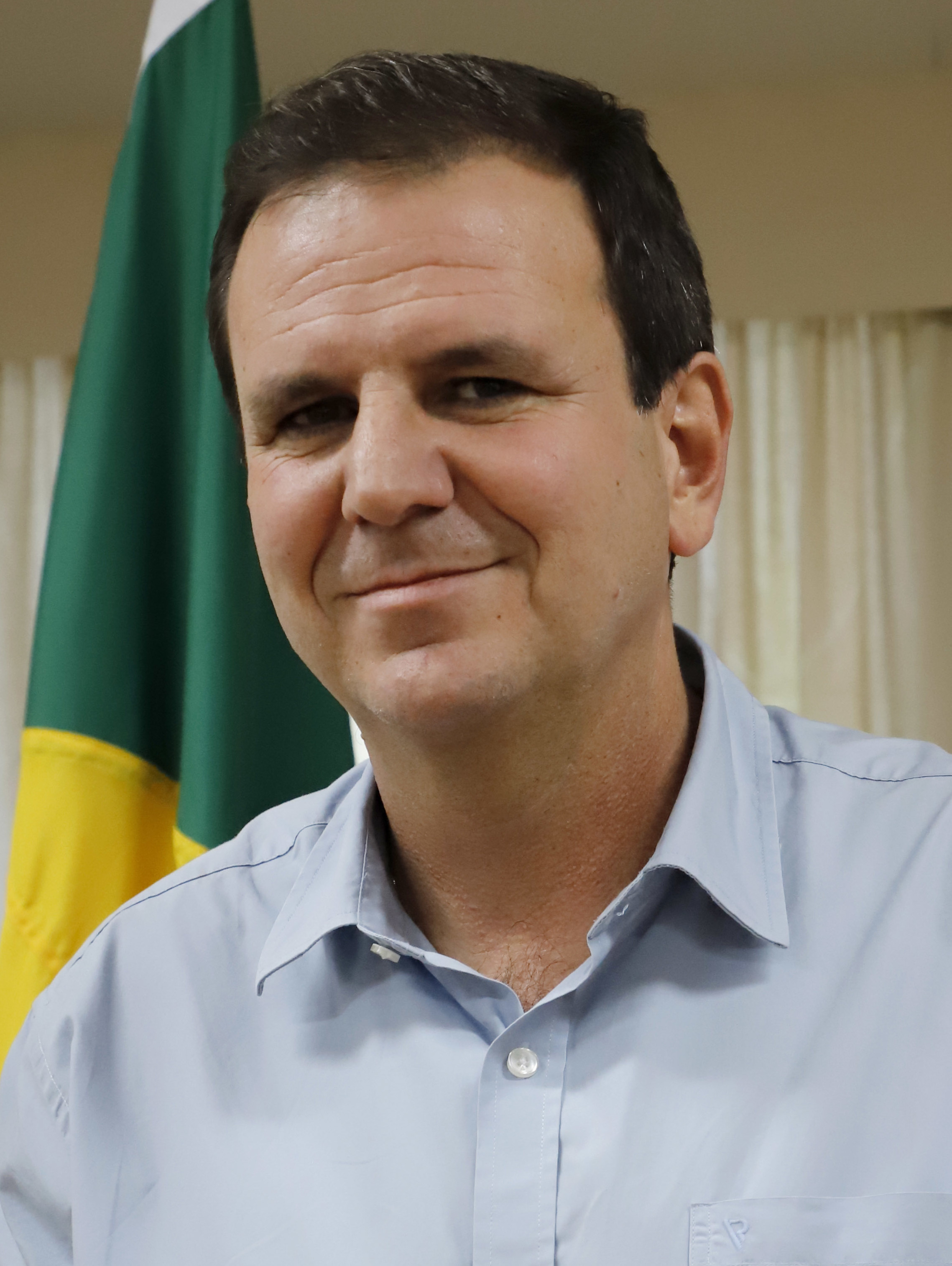
Eduardo Paes (2021)

Eduardo Paes (eˈdwaʁdu dɐ ˈkɔstɐ pɐjs, * 14. November 1969 in Rio de Janeiro) ist ein brasilianischer Politiker. Er war vom 1. Januar 2009 bis 31. Dezember 2016 sowie seit 2021 erneut Bürgermeister seiner Heimatstadt.

## Leben
Paes studierte Jura an der Katholischen Universität von Rio de Janeiro und war schon mit 23 Jahren stellvertretender Bürgermeister im Stadtteil Barra da Tijuca. Er war Mitglied verschiedener politischer Parteien und ist seit 2007 Mitglied des Partido do Movimento Democrático Brasileiro (PMDB). 1997 bis 1999 war er Stadtverordneter in Rio, danach während zweier Legislaturperioden Abgeordneter seines Heimatstaates in der Abgeordnetenkammer Brasiliens. Er wurde unter Gouverneur Sérgio Cabral Filho Staatssekretär für Tourismus, Sport und Freizeit im Bundesstaat Rio.
Paes übernahm in Rio das Amt des Bürgermeisters von Fernando Gabeira, den er in der Kommunalwahl 2008 besiegte.
Seine Amtszeit wurde durch die Vorbereitung auf die Olympiade 2016 bestimmt: 2009 fiel die Entscheidung für Rio und am 12. August 2012 übernahm er aus der Hand des IOC-Präsidenten Jacques Rogge die olympische Flagge. Seine Amtszeit lief 2017 aus wahlrechtlichen Gründen aus. Nachfolger wurde zum 1. Januar 2017 Marcelo Crivella (PRB).
Paes ist Vorsitzender der C40 Cities Climate Leadership Group im Rahmen der Global Commission on the Economy and Climate der The New Global Climate Economy.
Bei der Kommunalwahl in Brasilien 2020 gewann Paes am 29. November 2020 die Stichwahl für das Amt des Stadtpräfekten mit 64,1 % der Stimmen gegen Marcelo Crivella, sodass er am 1. Januar 2021 in dieses Amt zurückkehrte.